# Гончаренко Олександр Васильович
Олександр Васильович Гончаренко (нар. 11 серпня 1974, с. Біленьке Краматорської міської ради, Донецька область) — український політик, міський голова Краматорська (з 18 листопада 2020 року).

## Життєпис
Народився 11 серпня 1974 року в селищі Біленьке, Краматорської міської ради.

### Освіта
1991 року закінчив Загальноосвітню школу I-III ступенів № 22 м. Краматорська.
Навчався в Бернському університеті за спеціальністю «економіка підприємства».
Навчався в Донецькому Національному університеті, де отримав вищу освіту за спеціальністю: «економіка» факультету: «фінанси та кредит».
Володіє іноземними мовами: англійська, німецька (рівень досконалий).

## Трудова діяльність
• з 1991 по 1996 рік працював оператором ЕОМ у спільному підприємстві «Фистаг Вікторія»;
• з лютого по серпень 1997 року — директор у Товаристві з обмеженою відповідальністю «Всі споживчі товари»;
• з 1997 по 1998 рік — комерційний директор у Товаристві з обмеженою відповідальністю «Краматорська багатогалузева компанія»;
• з 1998 по 2000 рік — генеральний директор у Товаристві з обмеженою відповідальністю «Satelite net Service»;
• з 2000 по 2002 рік — керівник комерційного управління Відкритого  акціонерного товариства «Енергомашспецсталь»;
• з 2002 по 2006 рік — заступник директора з комерційних питань Відкритого акціонерного товариства «Енергомашспецсталь»;
• з 2006 по 2007 рік — заступник директора з маркетингу та збуту Відкритого акціонерного товариства «Енергомашспецсталь»;
• з 2007 по 2020 рік — директор з маркетингу та збуту Публічного акціонерного товариства «Енергомашспецсталь».

## Політична діяльність
2010 року переміг на мажоритарному окрузі в селищі Ясногірці, ставши депутатом Краматорської міської ради від Партії регіонів і був призначений головою постійної планово-бюджетної комісії.
На місцевих виборах 2015 року був повторно обраний депутатом VII скликання Краматорської міської ради від партії  «Наш край», знов очоливши постійну комісію з питань соціально-економічного розвитку, планування, бюджету, фінансів, зовнішньоекономічної діяльності.
Під час дострокових парламентських виборів 2014 року був довіреною особою кандидата Максима Єфимова.
У виборах 2020 року брав участь як безпартійний самовисуванець, запропонувавши виборцям програму під назвою «Краматорська стратегія». Під час виборчих перегонів кандидата підтримували «ОПЗЖ», «Партія Максима Єфимова „Наш Краматорськ”» та «Слуга народу».
У першому турі набрав 48,61% голосів виборців. У другому турі переміг чинного градоначальника Андрія Панкова, набравши 57% голосів виборців. Після оприлюднення екзитполів переможця привітала народний депутат від «ОПЗЖ» Наталія Королевська.
Розпочав у березні 2021 року проєкт демонтажу рекламних конструкцій з центральних вулиць під гаслом: «У Краматорську є на що подивитися і без реклами!».

## Особисте життя
Одружений, виховує доньку.